# Bathyovulaster
Bathyovulaster is een geslacht van uitgestorven zee-egels uit de familie Ovulasteridae.

## Soorten
- Bathyovulaster disjunctus Smith, 2013 †